# Анадолухисар
Анадолухисар (на турски: Anadolu Hisarı, „Анадолска крепост“) е средновековна османска крепост, разположена в Истанбул, Турция от азиатската страна на града. Комплексът е най-старата оцеляла турска архитектурна структура, построена в Истанбул и дава името си на квартала около нея в градския район Бейкоз.
Анадолухисар е построена между 1393 и 1394 г. по поръчка на османския султан Баязид I, като част от подготовката му за обсада на тогавашната византийска столица Константинопол.
Построена на площ от 7000 квадратни метра, крепостта се намира в най-тясната точка на Босфора, където проливът е широк едва 660 метра. Мястото е ограничено от реката Гьоксу на юг и преди това е бил дом на руините на римски храм, посветен на Уран. Издигната предимно като форт за часовници, цитаделата има 25 метра висока квадратна главна кула в стените на неправилен петоъгълник, с пет наблюдателни кули в ъглите.
Константинопол е блокиран от 1394 г. нататък, но кампанията на Баязид първо е прекъсната от кръстоносния поход край Никопол, а след това завършва с поражението му в битката при Анкара през 1402 г. Следва 11-годишна гражданска война, която завършва с възкачването на Мехмед I на трона. Внукът на Баязид, султан Мехмед II, подсилва крепостта със стена с дебелина два метра и три допълнителни наблюдателни кули и добавя допълнителни разширения, включително склад и жилищни помещения. Като част от плановете си да започне подновена военна кампания за завладяване на Константинопол, Мехмед II по-нататък построява сестринска структура на Анадолухисар от другата страна на Босфора, наречена Румелихисар, и двете крепости работят в тандем през 1453 г., за да задушат целия морски трафик по Босфора, като по този начин помагат османците да постигнат целта си да превърнат град Константинопол (по-късно преименуван на Истанбул) в своя нова имперска столица.
След османското завладяване на града Анадолухисар служи като митница и военен затвор и след няколко века запада.
След края на Османската империя и създаването на Република Турция през 1923 г., новосъздаденото турско министерство на културата се грижи и в крайна сметка възстановява обекта през 1991–1993 г. Днес Анадолухисар придава живописен вид на тази част на Босфора, заедно с типичните имения, направени от дърво (ялъ), които определят квартала, и функционира като исторически обект, въпреки че не е отворен за обществеността. Последната реставрация е извършена от община Истанбул, като започва през 2021 г.